# Masaya Nakamura (homme d'affaires)
Pour les articles homonymes, voir Masaya Nakamura.
Masaya Nakamura (中村 雅哉, Nakamura Masaya, 24 décembre 1925 – 22 janvier 2017) était un homme d'affaires japonais, « le père de Pac-Man » fondateur de Namco, le troisième plus grand développeur de jeux vidéo au Japon,,.

## Biographie
Nakamura est né le 24 décembre 1925. Il a terminé ses études à l'Institut de Yokohama de Technologie en 1948, ayant étudié la construction navale. En 1955, à la suite de la reprise économique du Japon de la Seconde Guerre mondiale, il a alors fondé la Fabrication de Nakamura, une entreprise qui a créé des tours d'enfant pour des grands magasins. 

## Filmographie partielle

### Producteur
- 1999 : Charisma (カリスマ, Karisuma?) de Kiyoshi Kurosawa
- 1999 : Moonlight Whispers (月光の囁き, Gekkō no sasayaki?) d'Akihiko Shiota